# Mammillaria sheldonii
Mammillaria sheldonii là một loài thực vật có hoa trong họ Cactaceae. Loài này được (Britton & Rose) Boed. mô tả khoa học đầu tiên năm 1933.

## Hình ảnh

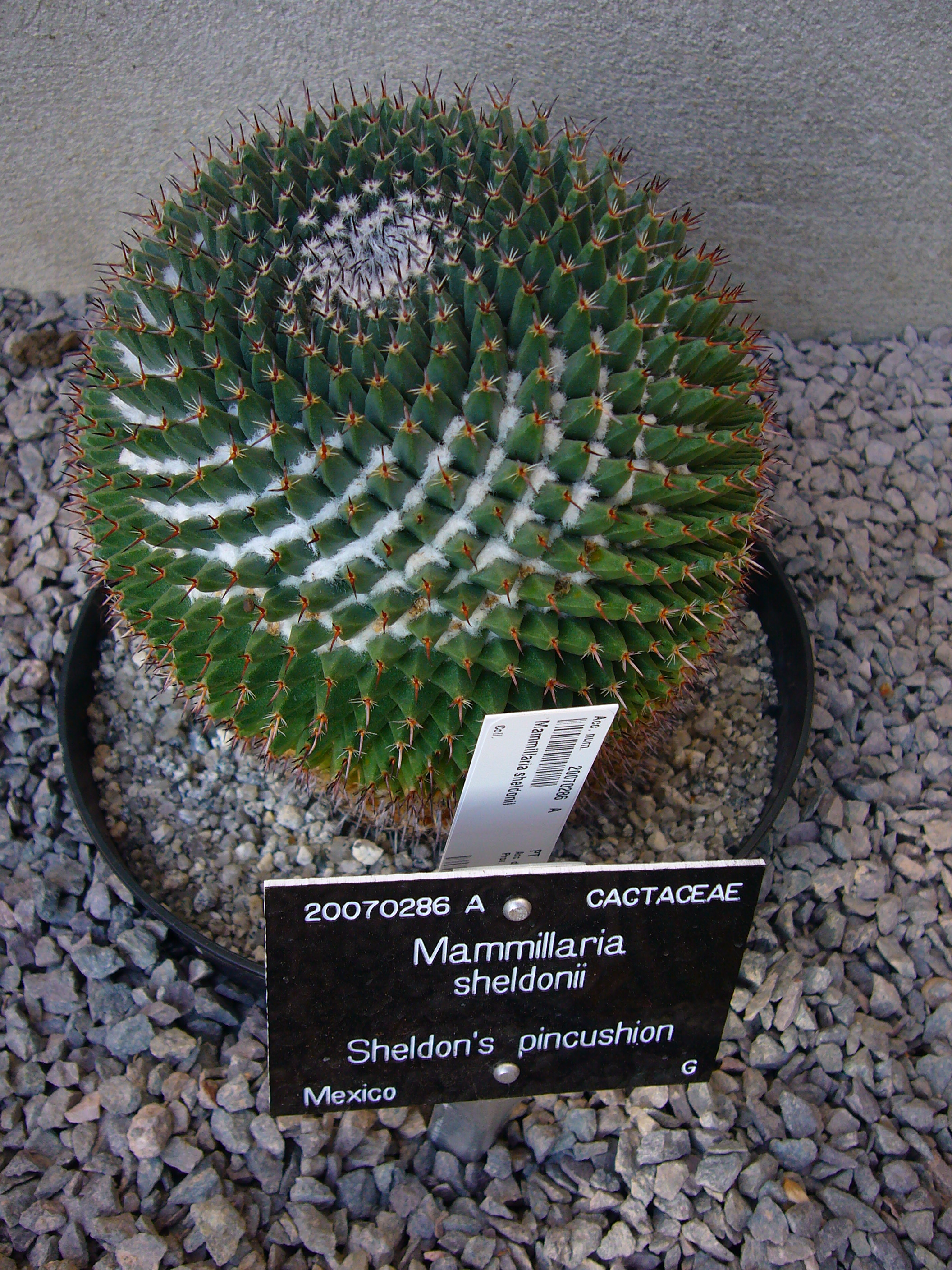
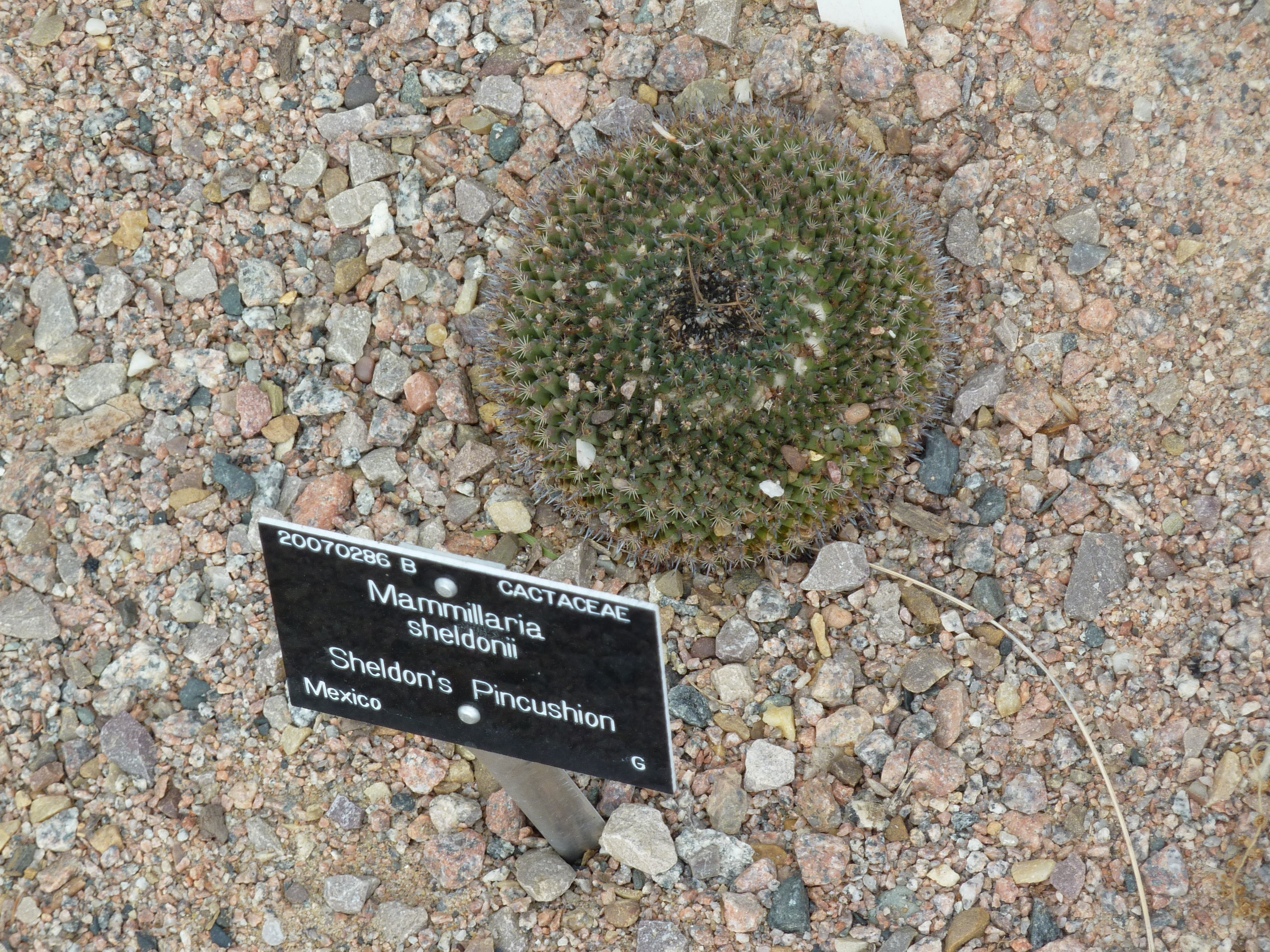